# Makijavelizam
Makijavelizam je političko-filozofska doktrina izvedena iz djela Vladar Niccola Machiavellija, talijanskog državnika, političkog filozofa i književnika. Temeljno načelo ove doktrine jest kako cilj opravdava sredstvo.

## Pozadina
Ishodište ove doktrine jest u Vladaru, djelu iz 1532. u kojem Machiavelli govori kako vladar treba postupati s ciljem stvaranja jake vlasti u državi za koju je mislio da je prijeko potrebna. Svojim naukom istaknuo je da uspješan vladar politiku treba odvojiti od etike, to jest morala, zbog čega ga se oštro osuđivalo.
Nakon Tridentskog sabora proglasilo ga se zagovornikom beskrupulozne politike i sva su njegova djela, osobito Vladar za kojeg je rečeno da je pisan Sotoninim prstom, završila na Indeksu zabranjenih knjiga 1599., a makijavelizam je proglašen đavoljom doktrinom.

## U politici
Kako je Machiavelliju pripisana zasluga odcjepljenja politike od morala, iz toga izlazi da je makijavelizam politička doktrina čiji je vrhovni cilj dobrobit države bez obzira na nedjela koja služe kao sredstva tom cilju; državi i vladaru je svaki čin dopušten, moralan ili nemoralan, ako služi za dobrobit države.
Makijavelizam je postao pojam koji obilježava politiku sile primijenjenu na održanje vlasti i sinonim za podmuklu, obmanjujuću i nasilnu politiku. Označava bezobzirno djelovanje, kako u politici, tako i na svakom drugom području života.

## U psihologiji
Makijavelizam je također poznat kao osobina ličnosti koja se odlikuje u tome da je osoba toliko usredotočena na svoje interese da je sposobna manipulirati, zavaravati i iskorištavati ostale kako bi došla do svog cilja. Sklona je lažima, laskanju, cinizmu, niskim razinama empatije, izbjegavanju emocionalnih veza itd.
Prvi se put u psihologiji upotrebljava u 1970-ima kada su dva psihologa, Richard Christie i Florence L. Geis, osmislili Skalu makijavelizma, test osobnosti koji se i danas rabi pod imenom Mach-IV test.
Makijavelizam je, uz psihopatiju i narcizam, jedna od osobina Mračne trijade.